# Белцик, Изабеля
Изабе́ля Мо́ника Бе́лцик (пол. Izabela Monika Bełcik, родилась 29 ноября 1980 года в Мальборке) — польская волейболистка, связующая клуба «Трефль» и сборной Польши, двукратная чемпионка Европы.

## Карьера
В волейболе с 1997 года. Выступала за команды ШМС (Сосновец), «Энергия-Гедания» (Гданьск), «ПТПС Нафта-Газ» (Пила) и «Мушинянка» (Мушина). Четырежды выигрывала чемпионат Польши в 2008, 2009, 2012 и 2013 годах.
Выступала за все сборные Польши: в 1997 году завоевала бронзовую медаль на юношеском чемпионате Европы, на чемпионате мира среди девушек заняла 7-е место со сборной. В 2003 и 2005 годах на чемпионатах Европы одерживала победу.

## Достижения

### Клубные
- Чемпионка Польши среди девушек 1999 года
- Чемпионка Польши: 2007/2008, 2008/2009, 2011/2012, 2012/2013
- Вице-чемпионка Польши: 2005/2006, 2009/2010, 2010/2011
- Бронзовый призёр чемпионата Польши: 2004/2005, 2013/2014
- Обладательница Кубка Польши: 2014/2015
- Обладательница Суперкубка Польши 2009 года
- Финалистка Кубка Европейской конфедерации волейбола: 2014/2015

### В сборной

#### Взрослые соревнования
- Чемпионка Европы 2003 и 2005 годов
- Бронзовый призёр чемпионата Европы 2009 года
- 4-е место на чемпионате Европы 2007 года
- 6-е место в мировом Гран-при 2007 года
- 8-е место на Кубке мира 2003 года
- Обладательница Кубка Пьемонта 2009 года
- Серебряный призёр Европейских игр 2015 года

#### Юниорские соревнования
- Бронзовый призёр чемпионата Европы 1997 года (Словакия)
- Бронзовый призёр европейского молодёжного турнира в Португалии
- 5-е место на молодёжном чемпионате мира 1999 года
- 7-е место на юниорском чемпионате мира 1997 года

### Прочие награды
- Кавалер Золотого креста Заслуги (награждена 22 ноября 2005 года[1]).
- Лучшая связующая по версии журнала Super Volley: 2005, 2006, 2009

## Благотворительная деятельность
В 2007 году Изабеля вместе с подругами по сборной специально снялась для календаря на 2008 год, средства от продажи его экземпляров пошли на лечение Агаты Мруз.